# 건덕 (십국)
건덕(乾德, 919년 ~ 924년)은 전촉(前蜀) 후주(後主) 왕연(王衍)의 첫번째 연호이다. 6년 가량 사용하였다.

## 개원
- 광천(光天) 원년 12월 22일[1](919년 1월 26일)에 연호를 건덕(乾德)으로 정하고, 다음 해 1월 1일[2](919년 2월 4일)에 개원함.[3][4][5]

- 건덕(乾德) 6년 12월 27일[6](925년 1월 24일)에 연호를 함강(咸康)으로 정하고, 다음 해 1월 1일[7](925년 1월 27일)에 개원함.[8][4][5]

## 연대 대조표
| 건덕       | 원년            | 2년        | 3년                 | 4년        | 5년             | 6년             |
| 서기(西紀) | 919년           | 920년      | 921년               | 922년      | 923년           | 924년           |
| 간지(干支) | 기묘(己卯)      | 경진(庚辰) | 신사(辛巳)          | 임오(壬午) | 계미(癸未)      | 갑신(甲申)      |
| 후량(後梁) | 정명(貞明) 5년  | 6년        | 7년 용덕(龍德) 원년 | 2년        | 3년             | -               |
| 후당(後唐) | -               | -          | -                   | -          | 동광(同光) 원년 | 2년             |
| 남한(南漢) | 건형(乾亨) 3년  | 4년        | 5년                 | 6년        | 7년             | 8년             |
| 양오(楊吳) | 무의(武義) 원년 | 2년        | 3년 순의(順義) 원년 | 2년        | 3년             | 4년             |
| 오월(吳越) | -               | -          | -                   | -          | -               | 보대(寶大) 원년 |

## 같이 보기
- 다른 왕조의 같은 연호
  - 북송(北宋) 건덕(乾德, 963년 ~ 968년)

- 중국의 연호 목록